# Malnaș
Malnaș [ˈmalnaʃ] (ungarisch Málnás) ist eine Gemeinde im Kreis Covasna in der Region Siebenbürgen in Rumänien.

## Geographische Lage

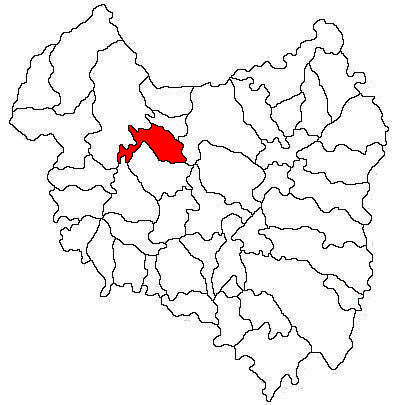
Lage der Gemeinde Malnaș im Kreis Covasna

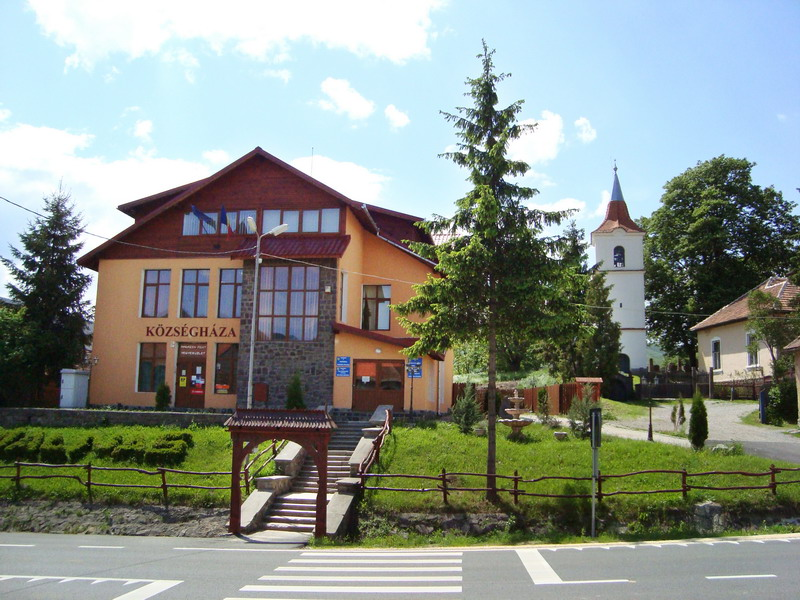
Rathaus

Die Gemeinde Malnaș liegt nordöstlich der Baraolter Berge und den Westausläufern des Bodoc Gebirges im historischen Szeklerland. In der Nordhälfte des Kreises Covasna am Oberlauf des Flusses Olt (Alt) befindet sich der Ort an der Nationalstraße Drum național 12 – Teil der Europastraße 578 – etwa 20 Kilometer nördlich von der Kreishauptstadt Sfântu Gheorghe (Sankt Georgen) entfernt. Im eingemeindeten Dorf Malnaș-Băi befindet sich der Bahnhof an der Bahnstrecke Sfântu Gheorghe–Adjud.
Auf dem Gemeindegebiet befinden sich zahlreiche Mineralwasserquellen.

## Geschichte
Der mehrheitlich von Szeklern bewohnte Ort Malnaș, wurde erstmals 1366 urkundlich erwähnt.
Eine Besiedlung des Ortes auf dem Areal von den Einheimischen genannten Colțul Mesteacănului (ungarisch Nyrsarka), wurde nach Angaben von Márton Roska in die Jungsteinzeit datiert. Weitere archäologische Funde werden bei Pasul Stejarului und Tăietură (ungarisch Vágás). Zahlreiche archäologische Funde wurden auf dem Areal von den Einheimischen genannt Lunca (ungarisch Füvenyestetö), dem Basalt-Steinbruch und in den Steinbrüchen Podeiu (ungarisch Pad) und Podeiu de Jos (ungarisch Alpad) gefunden.
Der seit dem 14. Jahrhundert besiedelte Ort gehörte früher dem heute eingemeindeten Dorf Olteni (Oltzen) der Gemeinde Bodoc und war besiedelt von Leibeigenen Wachen. Im Jahr 1614 gehörten von den 31 Familien die hier lebten, 13 zu Befreiten, 16 waren Leibeigene und zwei waren Bauernfamilien.
Zur Zeit des Königreichs Ungarn gehörte Malnaș dem Stuhlbezirk Sepsi in der Gespanschaft Háromszék (rumänisch Comitatul Trei-Scaune). Anschließend gehörte Micfalău dem historischen Kreis Trei-Scaune (deutsch Drei Stühle) und ab 1950 dem heutigen Kreis Covasna an.
Seit 2004 wurde die Gemeinde Malnaș durch die Loslösung von Micfalău und Bixad reorganisiert und besteht heute aus drei Dörfer.
Malnaș ist wegen den Heilwasserquellen landesweit gut bekannt, welche seit 1830 durch Bohrungen erschlossen sind und auch abgefüllt werden. Der Ort hat auch eigene Heilbäder.

## Bevölkerung
Die Bevölkerung der heutigen Gemeinde Malnaș entwickelte sich wie folgt:
| 1850 | 845   | 144 | 692   | 3  | 6            |
| 1930 | 1.281 | 263 | 997   | 12 | 9            |
| 1977 | 1.366 | 56  | 1.304 | -  | 6            |
| 2002 | 1.202 | 71  | 1.125 | 1  | 5            |
| 2011 | 1.087 | 64  | 1.004 | -  | 19 (Roma 2)  |
| 2021 | 1.024 | 56  | 904   | -  | 64 (Roma 12) |

Seit 1850 wurde in der heutigen Gemeinde Malnaș die höchste Einwohnerzahl und die der Magyaren 1977 ermittelt. Die höchste Anzahl der Rumänen und die der Rumäniendeutschen wurde 1930 und die der Roma (6) 1977 registriert.

## Persönlichkeiten
- György Bartók (1845–1907), war Schriftsteller und reformierter Bischof in Cluj.[8]
- István Tőkés (1916–2016), war Theologe, Vater von László Tőkés.[9]